# Gorsko Nowo seło
Gorsko Nowo seło (bułg. Горско Ново село) – wieś w Bułgarii, w obwodzie Wielkie Tyrnowo, w gminie Złatarica. W 2024 roku liczyła 579 mieszkańców.